# Battaglia di Lansdowne

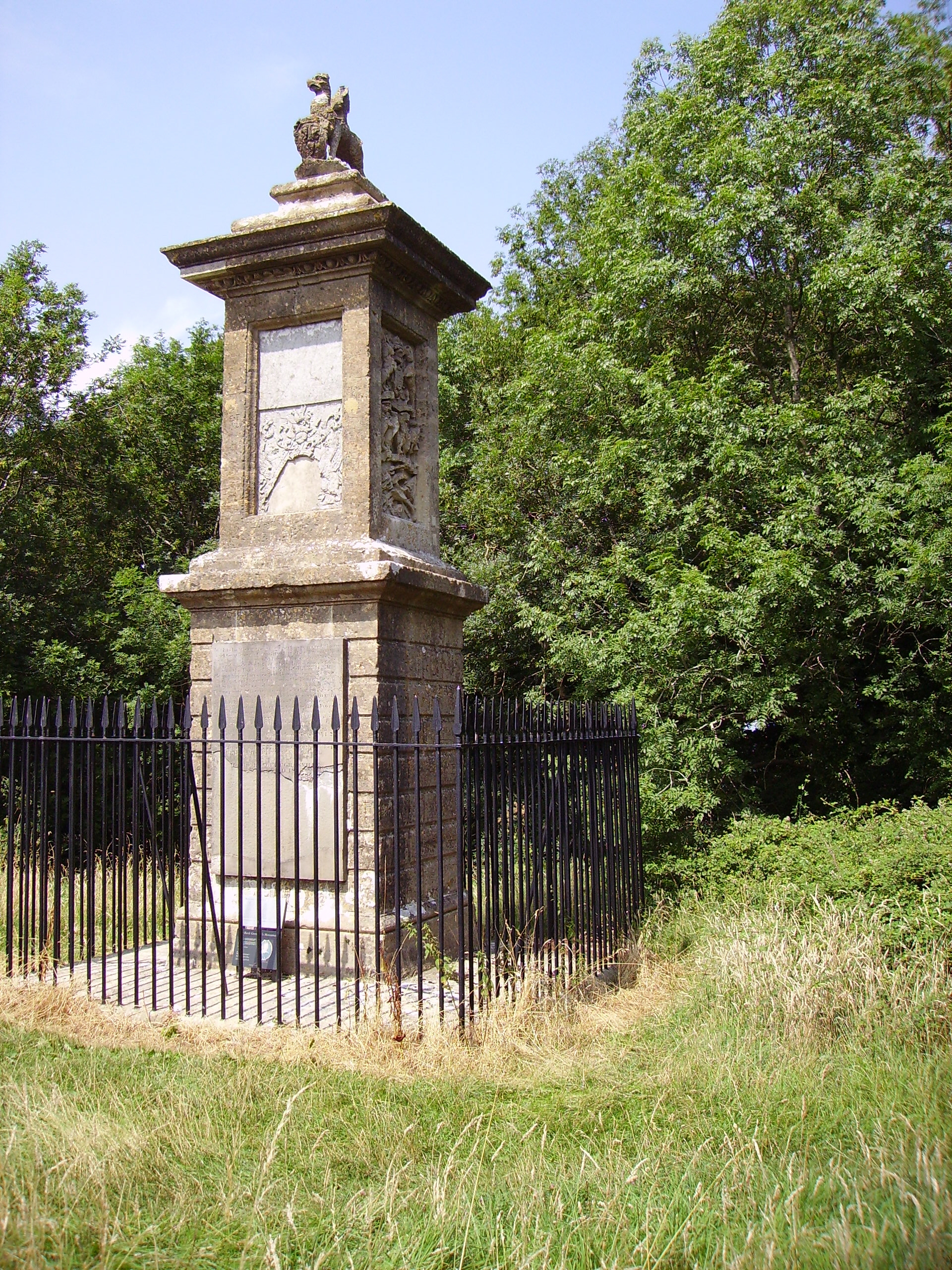
Monumento a Sir Bevil Grenville

La battaglia di Lansdowne (o Lansdown) è stato uno scontro avvenuto il 5 luglio 1643 fra le truppe fedeli a re Carlo I Stuart e quelle guidate dal Parlamento. La vittoria fu dei realisti, guidati da Lord Ralph Hopton, che riuscirono, seppur con difficoltà, a sconfiggere le truppe parlamentari al comando di William Waller.